# Milan Fretin
Milan Fretin (Genk, 19 de março de 2001) é um ciclista belga que compete com a equipa Team Flanders-Baloise.

## Biografia
Fez-se profissional em 2022 com a equipa Sport Vlaanderen-Baloise.

## Palmarés
- Ainda não tem conseguido vitórias como profissional.

## Equipas
- Baloise (2022-)
  - Sport Vlaanderen-Baloise (2022)
  - Team Flanders-Baloise (2023-)